# Armagedon

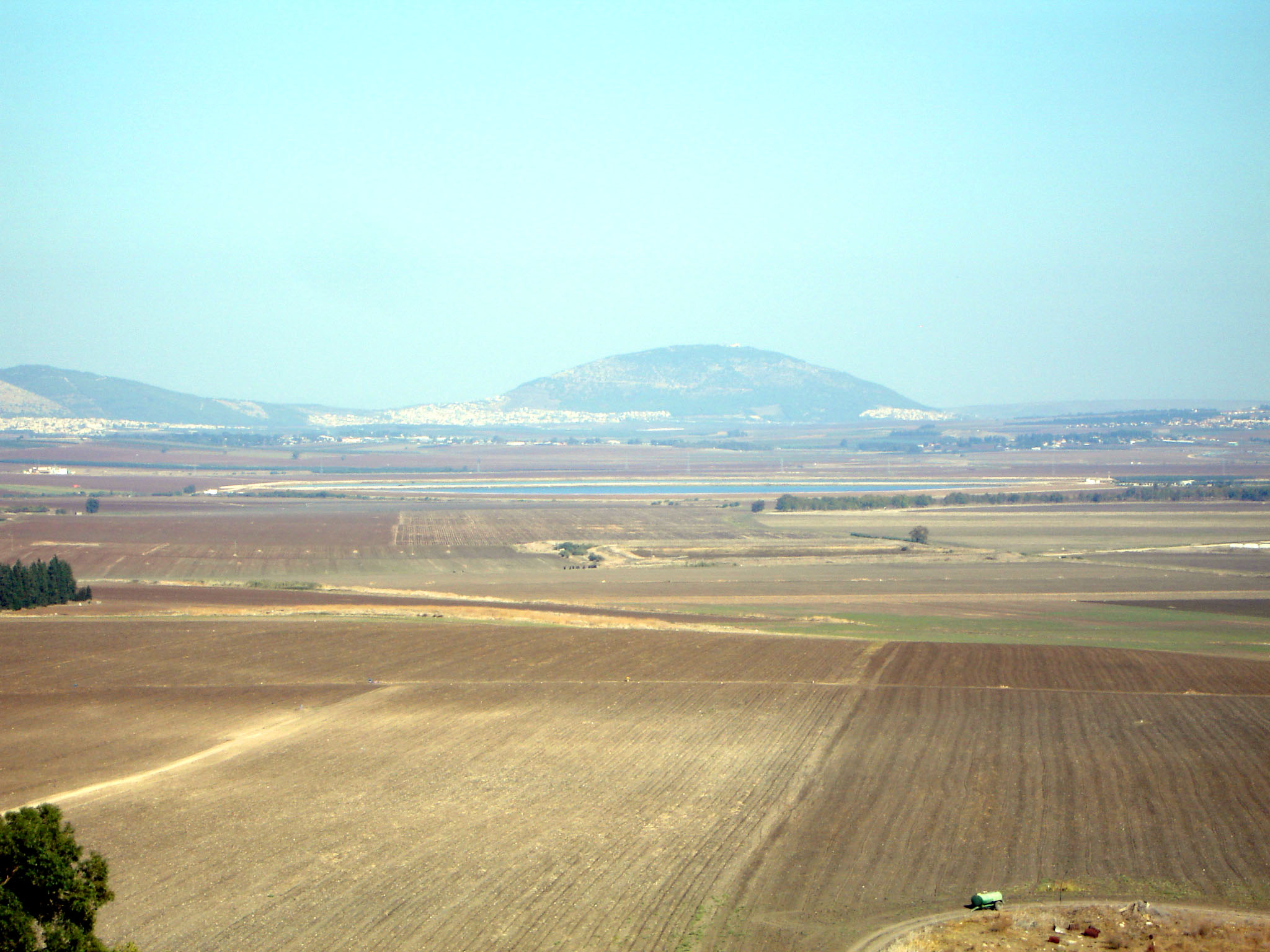
Ideální předobraz dějiště poslední bitvy, pohled z Megida na Jizre'elské údolí (v pozadí hora Tábor)

Armagedon (z hebrejštiny הַר מְגִדּוֹ Har Məgīddō) je podle Zjevení Janova prorokované místo shromáždění vojsk před bitvou během konce světa, které je podle různých výkladů skutečné nebo symbolické místo. V knize Zjevení je apokalyptický konflikt mezi lidskými vládami a Bohem popsán v 16. kapitole. Celkově jde o konečnou porážku všech, kteří se nepodřídí Boží autoritě a kdo jedná s Bohem pohrdavě. Planeta během Armagedonu zničena nebude, protože Země má být pro lidi domovem navždy. Stejně tak Armagedon nezničí lidstvo, protože „velký zástup“ Božích služebníků tuto událost přežije. „Konec světa“ tak podle Armagedonu nastane pro zkaženou lidskou společnost, která se staví proti Bohu.
Většina tradic vykládá toto biblické proroctví jako symbolický postup světa k Velkému dni Božího hněvu, při kterém Bůh vyleje svůj spravedlivý hněv na nekajícné hříšníky vedené Satanem. Satan pak bude uvržen do propasti, odkud bude po tisíci letech propuštěn. Pak „vyjde, aby zaváděl na scestí ty národy ve čtyřech rozích země, Goga a Magoga, aby je shromáždil k válce“. Nastane závěrečný útok, který dá podnět k rozpoutání armagedonské války, do které se zapojí všechny národy země. Gog z Magogu neoznačuje Satana, ale koalici národů, početnou vojenskou sílu. V závěrečném útoku povstane Michael (Ježíš Kristus), který se za svůj lid postaví. Unikne jen ten, kdo je zapsán v knize, ty Kristus přivede do nového světa, ve kterém bude skutečný mír a bezpečí. Všechny národy, které zaútočí na Boží lid, pak čeká věčná smrt.

## Místopis
Hora Megido v severním Izraeli není hora, ale tell, na kterém stály starověké pevnosti, které chránily Via Maris, obchodní cestu spojující Egypt se Sýrií, Anatolií a Mezopotámií. Megido bylo bojištěm řady starověkých bitev mezi Egypťany a Babyloňany, Izraelci a Pelištejci, padl zde král Saul, zvítězil zde král David, padl zde král Joziáš v bitvě proti faraonovi. Je to tedy místo mnoha bitev a v knize Zjevení je více než symbolickým místem prohrané apokalyptické bitvy.   
Výklad jména hora Megido ale nesedí, protože jde právě o údolí. Je to spíše symbolické označení. Jinou variantou je město Megido (hebr. ír Megido).   